# Arno Wend
Arno Wend (* 3. August 1906 in Dresden; † 8. März 1980 in Wiesbaden) war ein deutscher Politiker (SPD). Unter dem Vorwurf der Fortsetzung einer illegalen Partei 1933 und 1948 verhaftet, verbrachte er insgesamt acht Jahre in politischer Haft, ab 1933 in nationalsozialistischen und ab 1948 in sowjetischen Gefängnissen und Lagern.

## Leben
Arno Wend wurde 1906 in Dresden als eines von zwei Kindern eines Schlossers geboren. Seine Kindheit verbrachte er in Dresden, wohin die Familie noch vor dem Ersten Weltkrieg verzogen war. Nach dem Besuch der Volksschule arbeitete der gelernte Anwalts- und Notariatsangestellte von 1926 bis 1933 als Sachbearbeiter und dann als Abteilungsleiter beim Arbeitsamt Dresden. Politisch engagierte er sich zuerst in der Sozialistischen Arbeiter-Jugend, ab 1925 in der SPD und bei den Jungsozialisten. Innerhalb der Jusos machte der rhetorisch und organisatorisch Begabte rasch Karriere – ab 1929 als Vorsitzender des Bezirkes Dresden-Ostsachsen und als Mitglied ihrer Reichsleitung. Zwei Jahre später wurde er in den Bezirksvorstand der SPD Dresden-Ostsachsen gewählt. Wenige Monate vor der „Machtergreifung“ der Nationalsozialisten gelang ihm der Sprung als jüngster Abgeordneter ins Dresdner Stadtparlament. Kurz danach wurde er beruflich gemaßregelt und im Juni 1933 ins KZ Hohnstein verbracht. Wenige Wochen später wieder entlassen, schloss er sich einer illegalen Dresdner SPD-Organisation an, wurde im November 1933 erneut verhaftet und im März 1934 vom Sondergericht Sachsen zu einer mehrmonatigen Haftstrafe verurteilt. Nach Jahren der Arbeitslosigkeit und der erzwungenen beruflichen Wanderschaft wurde er 1940 zur Wehrmacht eingezogen. 1945 geriet er kurzzeitig in amerikanische Kriegsgefangenschaft.

## Nachkriegszeit
Im Sommer 1945 zählte er zu den großen Hoffnungen der SPD in Dresden und Sachsen. Als SPD-Vorsitzender und Unterbezirksgeschäftsführer von Dresden sowie als einflussreicher Landespolitiker gehörte er zwar zu den Einheitsskeptikern, machte aber die Zwangsvereinigung von SPD und KPD zur SED mit. Als einer von mehreren SED-Landessekretären versuchte er in der Folge, sozialdemokratische Traditionen zu bewahren, scheiterte damit aber an den früheren KPD-Kadern und der Besatzungsmacht. Bereits im September 1946 als „Feind der Einheit“ von seinem Posten entfernt, wurde er unter anderem wegen seines öffentlichen Auftretens für eine Gewaltenteilung in der sächsischen Verfassung 1947 auch aus der Partei ausgeschlossen. Sein Mandat als Dresdner Stadtverordneter, das er im September 1946 erworben hatte, behielt er jedoch und wurde Hospitant der CDU-Fraktion. In derselben Zeit nahm er konspirativ Kontakt zum Ostbüro der SPD auf. Als illegales Mitglied der Berliner SPD organisierte er als Geschäftsführer der Landwirtschaftlichen Viehzentral-Genossenschaft Sachsen mit Dresdner Gleichgesinnten Widerstand gegen die neue Parteidiktatur. So hielt er Verbindung zu wichtigen Gesinnungsgenossen in Sachsen, schrieb Texte für westliche Zeitschriften und Flugblätter und lieferte Informationen über die politische Entwicklung ans Ostbüro der SPD. Am 7. Juli 1948 wurde er in seiner Dresdner Wohnung von Angehörigen der deutschen Polizei verhaftet und kurze Zeit später dem sowjetischen Geheimdienst übergeben. Von Dresden aus überstellte ihn die Besatzungsmacht im Herbst 1948 ins Zentralgefängnis des NKWD nach Berlin-Hohenschönhausen. Um ihn zu weitreichenden Geständnissen zu zwingen, wurde er hier in nächtlichen Verhören gefoltert und mehrfach in den Karzer geworfen. Aufgrund dieser Erfahrungen versuchte er sich darauf vergeblich das Leben zu nehmen. Am 20. April 1950 verurteilte ihn das Sowjetische Militärtribunal der Berliner Garnison zu 25 Jahren Arbeitslager. Anschließend kam er in das Arbeitslager Workuta des Gulag, aus dem er im Zuge der Entstalinisierung Ende 1955 wieder entlassen wurde. 
Anfang 1956 in die Bundesrepublik Deutschland geflüchtet, bearbeitete er bis zu seiner Pensionierung Angelegenheiten von DDR-Flüchtlingen im hessischen Innenministerium. In dieser Zeit war er auch als SPD-Stadtverordneter in Wiesbaden, als Vorsitzender der Wiesbadener Volksbühne, als Mitglied des Häftlingsbeirates beim SPD-Parteivorstand und als Arbeitsrichter in Frankfurt am Main aktiv. Im Zusammenhang mit seiner Pensionierung 1971 wurde ihm wegen doppelter Verfolgung in zwei Diktaturen und wegen seines Beitrages für die Demokratie das Bundesverdienstkreuz 1. Klasse verliehen. 1980 verstarb Arno Wend in Wiesbaden. Im Jahr 1995 wurde er posthum vom russischen Generalstaatsanwalt als „Opfer politischer Repression“ rehabilitiert.

## Publikationen
- Der Weg aus der nationalsozialistischen Diktatur in die bolschewistische Unterdrückung (Erinnerungen 1944–1955), in: Archiv der Gedenkstätte Berlin-Hohenschönhausen.
- So entstand die SED. Betrachtungen eines Opfers der Zwangsvereinigung zwischen KPD und SPD in der SBZ, in: Die Neue Gesellschaft, Sonderheft, 1. Mai 1969, 16. Jg., S. 23–28.
- Das Verhör. In Hubertus Knabe (Hrsg.): Gefangen in Hohenschönhausen. Stasi-Häftlinge berichten. Berlin 2007, S. 79–87.
- Interview mit A. W., SPD-Unterbezirkssekretär in Dresden, in: Beatrix Bouvier/Horst-Peter Schulz: „...die SPD aber aufgehört hat zu existieren“ – Sozialdemokraten unter sowjetischer Besatzung, Bonn 1991, S. 227–250.